# تیری ژورژو
تیری ژورژو (فرانسوی: Thierry Gueorgiou‎؛ زادهٔ ۳۰ مارس ۱۹۷۹) ورزشکار جهت‌یابی اهل فرانسه بود.
وی در مسابقات کشوری و بین‌المللی در مجموع برندهٔ ۲۵ مدال طلا، ۱۱ مدال نقره، ۶ مدال برنز شده‌است.